# Palmarès des Game Awards
The Game Awards (litt. « les récompenses des jeux ») est une cérémonie de récompenses internationale qui distingue une sélection de jeux vidéo et de personnalités de l'industrie vidéoludique. Créée en 2014, elle se tient au mois de décembre chaque année à Los Angeles et couvre les jeux sortis dans l'année écoulée, en plus de servir de plateforme de promotion pour des titres à venir.
Cette page de palmarès répertorie dans le détail les récompenses décernées chaque année.

## Palmarès complet

### Années 2014 à 2019

#### Jeux vidéo
|                                   | 2014                                             | 2015                                       | 2016                                                       | 2017                                                      | 2018                                                    | 2019                                        |
| Jeu vidéo de l'année              |                                                  |                                            |                                                            |                                                           |                                                         |                                             |
| Jeu de l'année                    | Dragon Age: Inquisition                          | The Witcher 3: Wild Hunt                   | Overwatch                                                  | The Legend of Zelda: Breath of the Wild                   | God of War                                              | Sekiro: Shadows Die Twice                   |
| Catégories actuelles              |                                                  |                                            |                                                            |                                                           |                                                         |                                             |
| Meilleure réalisation             | N/C                                              | N/C                                        | Overwatch                                                  | The Legend of Zelda : Breath of the Wild                  | God of War                                              | Death Stranding                             |
| Meilleure narration               | Soldats inconnus : Mémoires de la Grande Guerre  | Her Story                                  | Uncharted 4: A Thief's End                                 | What Remains of Edith Finch                               | Red Dead Redemption II                                  | Disco Elysium                               |
| Meilleure direction artistique    | N/C                                              | Ori and the Blind Forest                   | Inside                                                     | Cuphead                                                   | Return of the Obra Dinn                                 | Control                                     |
| Meilleure musique                 | Destiny                                          | Metal Gear Solid V: The Phantom Pain       | Doom                                                       | Nier: Automata                                            | Red Dead Redemption II                                  | Death Stranding                             |
| Meilleur design audio             | Destiny                                          | Metal Gear Solid V: The Phantom Pain       | Doom                                                       | Hellblade: Senua's Sacrifice                              | Red Dead Redemption II                                  | Call of Duty: Modern Warfare                |
| Meilleure performance             | South Park : Le Bâton de la vérité - Trey Parker | Her Story - Viva Seifert pour Hannah Smith | Uncharted 4: A Thief's End - Nolan North pour Nathan Drake | Hellblade: Senua's Sacrifice - Melina Juergens pour Senua | Red Dead Redemption II - Roger Clark pour Arthur Morgan | Death Stranding - Mads Mikkelsen pour Cliff |
| Meilleur support communautaire    | N/C                                              | N/C                                        | N/C                                                        | N/C                                                       | N/C                                                     | Destiny 2                                   |
| Meilleur jeu indépendant          | Shovel Knight                                    | Rocket League                              | Inside                                                     | Cuphead                                                   | Celeste                                                 | Disco Elysium                               |
| Meilleur jeu engagé               | Soldats inconnus : Mémoires de la Grande Guerre  | Life is Strange                            | That Dragon, Cancer                                        | Hellblade: Senua's Sacrifice                              | Celeste                                                 | Gris                                        |
| Meilleur jeu mobile               | Hearthstone                                      | Lara Croft Go                              | Pokémon Go                                                 | Monument Valley 2                                         | Florence                                                | Call of Duty: Mobile                        |
| Meilleur jeu VR/AR                | N/C                                              | N/C                                        | Rez Infinite                                               | Resident Evil 7: Biohazard                                | Astro Bot Rescue Mission                                | Beat Saber                                  |
| Meilleur jeu en évolution         | N/C                                              | N/C                                        | N/C                                                        | Overwatch                                                 | Fortnite                                                | Fortnite                                    |
| Meilleur premier jeu indépendant  | N/C                                              | N/C                                        | N/C                                                        | Cuphead                                                   | The Messenger                                           | Disco Elysium                               |
| Meilleur jeu d'action             | N/C                                              | N/C                                        | Doom                                                       | Wolfenstein II: The New Colossus                          | Dead Cells                                              | Devil May Cry 5                             |
| Meilleur jeu d'action/aventure    | La Terre du Milieu : L'Ombre du Mordor           | Metal Gear Solid V: The Phantom Pain       | Dishonored 2                                               | The Legend of Zelda: Breath of the Wild                   | God of War                                              | Sekiro: Shadows Die Twice                   |
| Meilleur RPG                      | Dragon Age: Inquisition                          | The Witcher 3: Wild Hunt                   | The Witcher 3: Wild Hunt – Blood and Wine                  | Persona 5                                                 | Monster Hunter: World                                   | Disco Elysium                               |
| Meilleur jeu de combat            | Super Smash Bros (Wii U)                         | Mortal Kombat X                            | Street Fighter V                                           | Injustice 2                                               | Dragon Ball FighterZ                                    | Super Smash Bros. Ultimate                  |
| Meilleur jeu pour la famille      | Mario Kart 8                                     | Super Mario Maker                          | Pokémon Go                                                 | Super Mario Odyssey                                       | Overcooked 2                                            | Luigi's Mansion 3                           |
| Meilleur jeu de stratégie         | N/C                                              | N/C                                        | Civilization VI                                            | Mario + The Lapins Crétins: Kingdom Battle                | Into the Breach                                         | Fire Emblem: Three Houses                   |
| Meilleur jeu de sport/course      | Mario Kart 8                                     | Rocket League                              | Forza Horizon 3                                            | Forza Motorsport 7                                        | Forza Horizon 4                                         | Crash Team Racing: Nitro-Fueled             |
| Meilleur jeu multijoueur          | Destiny                                          | Splatoon                                   | Overwatch                                                  | PlayerUnknown's Battlegrounds                             | Fortnite                                                | Apex Legends                                |
| Autres Catégories                 |                                                  |                                            |                                                            |                                                           |                                                         |                                             |
| Créateur de contenu de l'année    | N/C                                              | N/C                                        | N/C                                                        | Dr DisRespect                                             | Ninja                                                   | Shroud                                      |
| Vote du public                    | N/C                                              | N/C                                        | N/C                                                        | N/C                                                       | N/C                                                     | Fire Emblem: Three Houses                   |
| Jeu le plus attendu               | The Witcher 3: Wild Hunt                         | No Man's Sky                               | The Legend of Zelda: Breath of the Wild                    | The Last of Us Part II                                    | N/C                                                     | N/C                                         |
| Catégories disparues              |                                                  |                                            |                                                            |                                                           |                                                         |                                             |
| Meilleur remaster                 | Grand Theft Auto V                               | N/C                                        | N/C                                                        | N/C                                                       | N/C                                                     | N/C                                         |
| Développeur de l'année            | Nintendo                                         | CD Projekt Red                             | N/C                                                        | N/C                                                       | N/C                                                     | N/C                                         |
| Meilleur jeu de tir               | Far Cry 4                                        | Splatoon                                   | N/C                                                        | N/C                                                       | N/C                                                     | N/C                                         |
| Gamer de l'année                  | TotalBiscuit                                     | Greg Miller                                | Boogie2988                                                 | N/C                                                       | N/C                                                     | N/C                                         |
| Meilleur création de fan          | Twitch Plays Pokémon                             | Portal Stories: Mel                        | Enderal: The Shards of Order                               | N/C                                                       | N/C                                                     | N/C                                         |
| Meilleur jeu sur console portable | N/C                                              | N/C                                        | N/C                                                        | Metroid: Samus Returns                                    | N/C                                                     | N/C                                         |
| Meilleur jeu étudiant             | N/C                                              | N/C                                        | N/C                                                        | Level Squared                                             | Combat 2018                                             | N/C                                         |

#### E-Sport
|                                 | 2014                 | 2015                             | 2016                     | 2017                   | 2018                                           | 2019                                           |
| Meilleur jeu E-Sport            | N/C                  | Counter-Strike: Global Offensive | Overwatch                | Overwatch              | Overwatch                                      | League of Legends                              |
| Meilleur joueur E-Sport         | Matt “NaDeSHoT” Haag | Kenny "KennyS" Schrub            | Marcelo "coldzera" David | Lee Sang-hyeok "Faker" | Dominique « SonicFox » McLean                  | Kyle « Bugha » Giersdorf                       |
| Meilleure équipe E-sport        | Ninjas in Pyjamas    | OpTic Gaming                     | Cloud9                   | Cloud9                 | Cloud9                                         | G2 Esports                                     |
| Meilleure coach E-sport         | N/C                  | N/C                              | N/C                      | N/C                    | Bok « Reapered » Han-gyu - Cloud9              | Danny « zonic » Sorensen- Astralis             |
| Meilleur événement E-sport      | N/C                  | N/C                              | N/C                      | N/C                    | Championnat du monde de League of Legends 2018 | Championnat du monde de League of Legends 2019 |
| Catégories disparues            |                      |                                  |                          |                        |                                                |                                                |
| Gamer de l'année                | TotalBiscuit         | Greg Miller                      | Boogie2988               | N/C                    | N/C                                            | N/C                                            |
| Meilleur moment d'esport        | N/C                  | N/C                              | N/C                      | N/C                    | Cloud9 contre Faze/ELEAGUE Major: Boston 2018  | N/C                                            |
| Meilleur commentateur E-sportif | N/C                  | N/C                              | N/C                      | N/C                    | Eefje « Sjokz » Depoortere                     | Eefje « Sjokz » Depoortere                     |

### Années 2020 à 2024

#### Jeux vidéo
|                                       | 2020                                            | 2021                                                                 | 2022                                                 | 2023                                          | 2024                                                         |
| Jeu vidéo de l'année                  |                                                 |                                                                      |                                                      |                                               |                                                              |
| Jeu de l'année                        | The Last of Us Part II                          | It Takes Two                                                         | Elden Ring                                           | Baldur's Gate III                             | Astro Bot                                                    |
| Catégorie principale                  |                                                 |                                                                      |                                                      |                                               |                                                              |
| Meilleure réalisation                 | The Last of Us Part II                          | Deathloop                                                            | Elden Ring                                           | Alan Wake 2                                   | Astro Bot                                                    |
| Meilleure narration                   | The Last of Us Part II                          | Les Gardiens de la Galaxie                                           | God of War: Ragnarök                                 | Alan Wake 2                                   | Metaphor: ReFantazio                                         |
| Meilleure direction artistique        | Ghost of Tsushima                               | Deathloop                                                            | Elden Ring                                           | Alan Wake 2                                   | Metaphor: ReFantazio                                         |
| Meilleure musique                     | Final Fantasy VII Remake                        | Nier Replicant                                                       | God of War: Ragnarök                                 | Final Fantasy XVI                             | Final Fantasy VII Rebirth                                    |
| Meilleur design audio                 | The Last of Us Part II                          | Forza Horizon 5                                                      | God of War: Ragnarök                                 | Hi-Fi Rush                                    | Senua's Saga: Hellblade II                                   |
| Meilleure performance                 | The Last of Us Part II - Laura Bailey pour Abby | Resident Evil Village - Maggie Robertson pour Lady Alcina Dimitrescu | God of War: Ragnarök - Christopher Judge pour Kratos | Baldur's Gate III - Neil Newbon pour Astarion | Senua's Saga: Hellblade II – Melina Juergens pour Senua (en) |
| Meilleure innovation en accessibilité | The Last of Us Part II                          | Forza Horizon 5                                                      | God of War: Ragnarök                                 | Forza Motorsport                              | Prince of Persia: The Lost Crown                             |
| Meilleur support communautaire        | Fall Guys: Ultimate Knockout                    | Final Fantasy XIV                                                    | Final Fantasy XIV                                    | Baldur's Gate III                             | Baldur's Gate III                                            |
| Meilleur jeu indépendant              | Hades                                           | Kena: Bridge of Spirits                                              | Stray                                                | Sea of Stars                                  | Balatro                                                      |
| Meilleur jeu engagé                   | Tell Me Why                                     | Life Is Strange: True Colors                                         | As Dusk Falls                                        | Tchia                                         | Neva                                                         |
| Meilleur jeu mobile                   | Among Us                                        | Genshin Impact                                                       | Marvel Snap                                          | Honkai: Star Rail                             | Balatro                                                      |
| Meilleur jeu VR/AR                    | Half-Life : Alyx                                | Resident Evil 4                                                      | Moss: Book II                                        | Resident Evil Village                         | Batman: Arkham Shadow (en)                                   |
| Meilleur jeu en évolution             | No Man's Sky                                    | Final Fantasy XIV                                                    | Final Fantasy XIV                                    | Cyberpunk 2077                                | Helldivers 2                                                 |
| Meilleur premier jeu indépendant      | Phasmophobia                                    | Kena: Bridge of Spirits                                              | Stray                                                | Cocoon                                        | Balatro                                                      |
| Meilleur jeu d'action                 | Hades                                           | Returnal                                                             | Bayonetta 3                                          | Armored Core VI: Fires of Rubicon             | Black Myth: Wukong                                           |
| Meilleur jeu d'action/aventure        | The Last of Us Part II                          | Metroid Dread                                                        | God of War: Ragnarök                                 | The Legend of Zelda: Tears of the Kingdom     | Astro Bot                                                    |
| Meilleur RPG                          | Final Fantasy VII Remake                        | Tales of Arise                                                       | Elden Ring                                           | Baldur's Gate III                             | Metaphor: ReFantazio                                         |
| Meilleur jeu de combat                | Mortal Kombat 11 Ultimate                       | Guilty Gear Strive                                                   | MultiVersus                                          | Street Fighter 6                              | Tekken 8                                                     |
| Meilleur jeu pour la famille          | Animal Crossing : New Horizons                  | It Takes Two                                                         | Kirby et le monde oublié                             | Super Mario Bros. Wonder                      | Astro Bot                                                    |
| Meilleur jeu de stratégie             | Microsoft Flight Simulator                      | Age of Empires IV                                                    | Mario + The Lapins Crétins: Sparks of Hope           | Pikmin 4                                      | Frostpunk 2                                                  |
| Meilleur jeu de sport/course          | Tony Hawk's Pro Skater 1 + 2                    | Forza Horizon 5                                                      | Gran Turismo 7                                       | Forza Motorsport                              | EA Sports FC 25                                              |
| Meilleur jeu multijoueur              | Among Us                                        | It Takes Two                                                         | Splatoon 3                                           | Baldur's Gate III                             | Helldivers 2                                                 |
| Autres Catégories                     |                                                 |                                                                      |                                                      |                                               |                                                              |
| Créateur de contenu de l'année        | Valkyrae                                        | Dream                                                                | Ludwig Ahgren                                        | Ironmouse                                     | CaseOh                                                       |
| Vote du public                        | Ghost of Tsushima                               | Halo Infinite                                                        | Genshin Impact                                       | Baldur's Gate III                             | Black Myth: Wukong                                           |
| Meilleure adaptation                  | N/C                                             | N/C                                                                  | Arcane                                               | The Last of Us                                | Fallout                                                      |
| Jeu le plus attendu                   | Elden Ring                                      | Elden Ring                                                           | The Legend of Zelda: Tears of the Kingdom            | Final Fantasy VII Rebirth                     | Grand Theft Auto VI                                          |

#### E-Sport
|                                 | 2020                                           | 2021                                           | 2022                                           | 2023                                           | 2024              |
| Meilleur jeu E-Sport            | League of Legends                              | League of Legends                              | Valorant                                       | Valorant                                       | League of Legends |
| Meilleur joueur E-Sport         | Heo “Showmaker” Su                             | Oleksandr "s1mple" Kostyliev                   | Yay                                            | Faker                                          | Faker             |
| Meilleure équipe E-sport        | G2 Esports                                     | Navi                                           | LOUD                                           | JD Gaming                                      | T1                |
| Meilleure coach E-sport         | Danny “zonic” Sorensen - Astralis              | Kkoma                                          | BzkA                                           | potter                                         | N/C               |
| Meilleur événement E-sport      | Championnat du monde de League of Legends 2020 | Championnat du monde de League of Legends 2021 | Championnat du monde de League of Legends 2022 | Championnat du monde de League of Legends 2023 | N/C               |
| Catégorie disparue              |                                                |                                                |                                                |                                                |                   |
| Meilleur commentateur E-sportif | Eefje « Sjokz » Depoortere                     | N/C                                            | N/C                                            | N/C                                            | N/C               |

### Années 2025 à 2029

#### Jeux vidéo
|                                       | 2025 | 2026 | 2027 | 2028 | 2029 |
| Jeu vidéo de l'année                  |      |      |      |      |      |
| Jeu de l'année                        |      |      |      |      |      |
| Catégorie principale                  |      |      |      |      |      |
| Meilleure réalisation                 |      |      |      |      |      |
| Meilleure narration                   |      |      |      |      |      |
| Meilleure direction artistique        |      |      |      |      |      |
| Meilleure musique                     |      |      |      |      |      |
| Meilleur design audio                 |      |      |      |      |      |
| Meilleure performance                 |      |      |      |      |      |
| Meilleure innovation en accessibilité |      |      |      |      |      |
| Meilleur support communautaire        |      |      |      |      |      |
| Meilleur jeu indépendant              |      |      |      |      |      |
| Meilleur jeu engagé                   |      |      |      |      |      |
| Meilleur jeu mobile                   |      |      |      |      |      |
| Meilleur jeu VR/AR                    |      |      |      |      |      |
| Meilleur jeu en évolution             |      |      |      |      |      |
| Meilleur premier jeu indépendant      |      |      |      |      |      |
| Meilleur jeu d'action                 |      |      |      |      |      |
| Meilleur jeu d'action/aventure        |      |      |      |      |      |
| Meilleur RPG                          |      |      |      |      |      |
| Meilleur jeu de combat                |      |      |      |      |      |
| Meilleur jeu pour la famille          |      |      |      |      |      |
| Meilleur jeu de stratégie             |      |      |      |      |      |
| Meilleur jeu de sport/course          |      |      |      |      |      |
| Meilleur jeu multijoueur              |      |      |      |      |      |
| Autres Catégories                     |      |      |      |      |      |
| Créateur de contenu de l'année        |      |      |      |      |      |
| Vote du public                        |      |      |      |      |      |
| Meilleure adaptation                  |      |      |      |      |      |
| Jeu le plus attendu                   |      |      |      |      |      |

#### E-Sport
|                            | 2025 | 2026 | 2027 | 2028 | 2029 |
| Meilleur jeu E-Sport       |      |      |      |      |      |
| Meilleur joueur E-Sport    |      |      |      |      |      |
| Meilleure équipe E-sport   |      |      |      |      |      |
| Meilleure coach E-sport    |      |      |      |      |      |
| Meilleur événement E-sport |      |      |      |      |      |

## Statistiques
Plusieurs jeux ont reçu plus d'une récompense lors d'une même édition de la cérémonie. Par ordre décroissant de Game Awards remportés :
- 7 Game Awards
  - The Last of Us Part II (en 2020) : Jeu de l'année, Meilleure réalisation, Meilleure narration, Meilleur design audio, Meilleure performance (Laura Bailey pour Abby), Meilleure innovation en accessibilité et Meilleur jeu d'action/aventure.
- 6 Game Awards
  - God of War Ragnarök (en 2022) : Meilleure narration, Meilleure musique, Meilleur design audio, Meilleure performance (Christopher Judge pour Kratos), Meilleure innovation en accessibilité et Meilleur jeu d'action/aventure.
- 5 Game Awards
  - Baldur's Gate III (en 2023) : Jeu de l'année, Meilleure performance (Neil Newbon pour Astarion), Meilleur support communautaire, Meilleur RPG et Meilleur jeu multijoueur.
- 4 Game Awards
  - Red Dead Redemption II (en 2018) : Meilleure narration, Meilleure musique, Meilleur design audio et Meilleure performance (Roger Clark pour Arthur Morgan).
  - Disco Elysium (en 2019) : Meilleure narration, Meilleur jeu indépendant, Meilleur premier jeu indépendant et Meilleur RPG.
  - Elden Ring (en 2022) : Jeu de l'année, Meilleure réalisation, Meilleure direction artistique et Meilleur RPG.
  - Astro Bot (en 2024) : Jeu de l'année, Meilleure réalisation, Meilleur jeu d'action/aventure et Meilleur jeu pour la famille.
- 3 Game Awards
  - Destiny (en 2014) : Meilleure musique, Meilleur design audio et Meilleur jeu multijoueur.
  - Metal Gear Solid V: The Phantom Pain (en 2015) : Meilleure musique, Meilleur design audio et Meilleur jeu d'action/aventure.
  - Doom (en 2016) : Meilleure musique, Meilleur design audio et Meilleur jeu d'action.
  - Overwatch (en 2016) : Jeu de l'année, Meilleure réalisation et Meilleur jeu multijoueur.
  - Cuphead (en 2017) : Meilleure direction artistique, Meilleur jeu indépendant et Meilleur premier jeu indépendant.
  - Hellblade: Senua's Sacrifice (en 2017) : Meilleur design audio, Meilleure performance (Melina Juergens pour Senua) et Meilleur jeu engagé.
  - The Legend of Zelda: Breath of the Wild (en 2017) : Jeu de l'année, Meilleure réalisation et Meilleur jeu d'action/aventure.
  - God of War (en 2018) : Jeu de l'année, Meilleure réalisation et Meilleur jeu d'action/aventure.
  - Death Stranding (en 2019) : Meilleure réalisation, Meilleure musique et Meilleure performance (Mads Mikkelsen pour Cliff).
  - Forza Horizon 5 (en 2021) : Meilleur design audio, Meilleure innovation en accessibilité et Meilleur jeu de sport/course.
  - It Takes Two (en 2021) : Jeu de l'année, Meilleur jeu pour la famille et Meilleur jeu multijoueur.
  - Alan Wake 2 (en 2023) : Meilleure réalisation, Meilleure narration et Meilleure direction artistique.
  - Balatro (en 2024) : Meilleur jeu indépendant, Meilleur premier jeu indépendant et Meilleur jeu mobile.
  - Metaphor: ReFantazio (en 2024) : Meilleure narration, Meilleure direction artistique et Meilleur RPG.
- 2 Game Awards
  - Dragon Age: Inquisition (en 2014) : Jeu de l'année et Meilleur RPG.
  - Mario Kart 8 (en 2014) : Meilleur jeu pour la famille et Meilleur jeu de sport/course.
  - Soldats inconnus : Mémoires de la Grande Guerre (en 2014) : Meilleure narration et Meilleur jeu engagé.
  - Her Story (en 2015) : Meilleure narration et Meilleure performance (Viva Seifert pour Hannah Smith).
  - Rocket League (en 2015) : Meilleur jeu indépendant et Meilleur jeu de sport/course.
  - The Witcher 3: Wild Hunt (en 2015) : Jeu de l'année et Meilleur RPG.
  - Inside (en 2016) : Meilleure direction artistique et Meilleur jeu indépendant.
  - Pokémon Go (en 2016) : Meilleur jeu mobile et Meilleur jeu pour la famille.
  - Uncharted 4: A Thief's End (en 2016) : Meilleure narration et Meilleure performance (Nolan North pour Nathan Drake).
  - Celeste (en 2018) : Meilleur jeu indépendant et Meilleur jeu engagé.
  - Fortnite (en 2018) : Meilleur jeu en évolution et Meilleur jeu multijoueur.
  - Sekiro: Shadows Die Twice (en 2019) : Jeu de l'année et Meilleur jeu d'action/aventure.
  - Among Us (en 2020) : Meilleur jeu mobile et Meilleur jeu multijoueur.
  - Final Fantasy VII Remake (en 2020) : Meilleure musique et Meilleur RPG.
  - Hades (en 2020) : Meilleur jeu indépendant et Meilleur jeu d'action.
  - Deathloop (en 2021) : Meilleure réalisation et Meilleure direction artistique.
  - Final Fantasy XIV (en 2021) : Meilleur support communautaire et Meilleur jeu en évolution.
  - Kena: Bridge of Spirits (en 2021) : Meilleur jeu indépendant et Meilleur premier jeu indépendant.
  - Final Fantasy XIV (en 2022) : Meilleur support communautaire et Meilleur jeu en évolution.
  - Stray (en 2022) : Meilleur jeu indépendant et Meilleur premier jeu indépendant.
  - Forza Motorsport (en 2023) : Meilleure innovation en accessibilité et Meilleur jeu de sport/course.
  - Helldivers 2 (en 2024) : Meilleur jeu en évolution et Meilleur jeu multijoueur.
  - Senua's Saga: Hellblade II (en 2024) : Meilleur design audio et Meilleure performance (Melina Juergens pour Senua).
- 1 Game Awards
  - Hearthstone (en 2014) : Meilleur jeu mobile.
  - La Terre du Milieu : L'Ombre du Mordor (en 2014) : Meilleur jeu d'action/aventure.
  - Shovel Knight (en 2014) : Meilleur jeu indépendant.
  - South Park : Le Bâton de la vérité (en 2014) : Meilleure performance (Trey Parker).
  - Super Smash Bros (Wii U) (en 2014) : Meilleur jeu de combat.
  - Lara Croft Go (en 2015) : Meilleur jeu mobile.
  - Life is Strange (en 2015) : Meilleur jeu engagé.
  - Mortal Kombat X (en 2015) : Meilleur jeu de combat.
  - Ori and the Blind Forest (en 2015) : Meilleure direction artistique.
  - Splatoon (en 2015) : Meilleur jeu multijoueur.
  - Super Mario Maker (en 2015) : Meilleur jeu pour la famille.
  - Civilization VI (en 2016) : Meilleur jeu de stratégie.
  - Dishonored 2 (en 2016) : Meilleur jeu d'action/aventure.
  - Forza Horizon 3 (en 2016) : Meilleur jeu de sport/course.
  - Rez Infinite (en 2016) : Meilleur jeu VR/AR.
  - Street Fighter V (en 2016) : Meilleur jeu de combat.
  - That Dragon, Cancer (en 2016) : Meilleur jeu engagé.
  - The Witcher 3: Wild Hunt – Blood and Wine (en 2016) : Meilleur RPG.
  - Forza Motorsport 7 (en 2017) : Meilleur jeu de sport/course.
  - Injustice 2 (en 2017) : Meilleur jeu de combat.
  - Mario + The Lapins Crétins: Kingdom Battle (en 2017) : Meilleur jeu de stratégie.
  - Monument Valley 2 (en 2017) : Meilleur jeu mobile.
  - Nier: Automata (en 2017) : Meilleure musique.
  - Overwatch (en 2017) : Meilleur jeu en évolution.
  - Persona 5 (en 2017) : Meilleur RPG.
  - PlayerUnknown's Battlegrounds (en 2017) : Meilleur jeu multijoueur.
  - Resident Evil 7: Biohazard (en 2017) : Meilleur jeu VR/AR.
  - Super Mario Odyssey (en 2017) : Meilleur jeu pour la famille.
  - What Remains of Edith Finch (en 2017) : Meilleure narration.
  - Wolfenstein II: The New Colossus (en 2017) : Meilleur jeu d'action.
  - Astro Bot Rescue Mission (en 2018) : Meilleur jeu VR/AR.
  - Dead Cells (en 2018) : Meilleur jeu d'action.
  - Dragon Ball FighterZ (en 2018) : Meilleur jeu de combat.
  - Florence jeu vidéo (en 2018) : Meilleur jeu mobile.
  - Forza Horizon 4 (en 2018) : Meilleur jeu de sport/course.
  - Into the Breach (en 2018) : Meilleur jeu de stratégie.
  - Monster Hunter: World (en 2018) : Meilleur RPG.
  - Overcooked 2 (en 2018) : Meilleur jeu pour la famille.
  - Return of the Obra Dinn (en 2018) : Meilleure direction artistique.
  - The Messenger (en 2018) : Meilleur premier jeu indépendant.
  - Apex Legends (en 2019) : Meilleur jeu multijoueur.
  - Beat Saber (en 2019) : Meilleur jeu VR/AR.
  - Call of Duty : Mobile (en 2019) : Meilleur jeu mobile.
  - Call of Duty : Modern Warfare (en 2019) : Meilleur design audio.
  - Control (en 2019) : Meilleure direction artistique.
  - Crash Team Racing: Nitro-Fueled (en 2019) : Meilleur jeu de sport/course.
  - Destiny 2 (en 2019) : Meilleur support communautaire.
  - Devil May Cry 5 (en 2019) : Meilleur jeu d'action.
  - Fortnite (en 2019) : Meilleur jeu en évolution.
  - Fire Emblem: Three Houses (en 2019) : Meilleur jeu de stratégie.
  - Gris (en 2019) : Meilleur jeu engagé.
  - Luigi's Mansion 3 (en 2019) : Meilleur jeu pour la famille.
  - Super Smash Bros. Ultimate (en 2019) : Meilleur jeu de combat.
  - Animal Crossing: New Horizons (en 2020) : Meilleur jeu pour la famille.
  - Fall Guys: Ultimate Knockout (en 2020) : Meilleur support communautaire.
  - Ghost of Tsushima (en 2020) : Meilleure direction artistique.
  - Half-Life: Alyx (en 2020) : Meilleur jeu VR/AR.
  - Microsoft Flight Simulator (en 2020) : Meilleur jeu de stratégie.
  - Mortal Kombat 11 Ultimate (en 2020) : Meilleur jeu de combat.
  - No Man's Sky (en 2020) : Meilleur jeu en évolution.
  - Phasmophobia (en 2020) : Meilleur premier jeu indépendant.
  - Tell Me Why (en 2020) : Meilleur jeu engagé.
  - Tony Hawk's Pro Skater 1 + 2 (en 2020) : Meilleur jeu de sport/course.
  - Age of Empires IV (en 2021) : Meilleur jeu de stratégie.
  - Genshin Impact (en 2021) : Meilleur jeu mobile.
  - Guilty Gear Strive (en 2021) : Meilleur jeu de combat.
  - Les Gardiens de la Galaxie (en 2021) : Meilleure narration.
  - Life Is Strange: True Colors (en 2021) : Meilleur jeu engagé.
  - Metroid Dread (en 2021) : Meilleur jeu d'action/aventure.
  - Nier Replicant (en 2021) : Meilleure musique.
  - Resident Evil 4 (en 2021) : Meilleur jeu VR/AR.
  - Resident Evil Village (en 2021) : Meilleure performance (Maggie Robertson pour Lady Alcina Dimitrescu).
  - Returnal (en 2021) : Meilleur jeu d'action.
  - Tales of Arise (en 2021) : Meilleur RPG.
  - As Dusk Falls (en 2022) : Meilleur jeu engagé.
  - Bayonetta 3 (en 2022) : Meilleur jeu d'action.
  - Gran Turismo 7 (en 2022) : Meilleur jeu de sport/course.
  - Kirby et le monde oublié (en 2022) : Meilleur jeu pour la famille.
  - Mario + The Lapins Crétins: Sparks of Hope (en 2022) : Meilleur jeu de stratégie.
  - Marvel Snap (en 2022) : Meilleur jeu mobile.
  - Moss: Book II (en 2022) : Meilleur jeu VR/AR.
  - MultiVersus (en 2022) : Meilleur jeu de combat.
  - Splatoon 3 (en 2022) : Meilleur jeu multijoueur.
  - Armored Core VI: Fires of Rubicon (en 2023) : Meilleur jeu d'action.
  - Cocoon (en 2023) : Meilleur premier jeu indépendant.
  - Cyberpunk 2077 (en 2023) : Meilleur jeu en évolution.
  - Final Fantasy XVI (en 2023) : Meilleure musique.
  - Hi-Fi Rush (en 2023) : Meilleur design audio.
  - Honkai: Star Rail (en 2023) : Meilleur jeu mobile.
  - Pikmin 4 (en 2023) : Meilleur jeu de stratégie.
  - Resident Evil Village (en 2023) : Meilleur jeu VR/AR.
  - Sea of Stars (en 2023) : Meilleur jeu indépendant.
  - Street Fighter 6 (en 2023) : Meilleur jeu de combat.
  - Super Mario Bros. Wonder (en 2023) : Meilleur jeu pour la famille.
  - Tchia (en 2023) : Meilleur jeu engagé.
  - The Legend of Zelda: Tears of the Kingdom (en 2023) : Meilleur jeu d'action/aventure.
  - Baldur's Gate III (en 2024) : Meilleur support communautaire.
  - Batman: Arkham Shadow (en) (en 2024) : Meilleur jeu VR/AR.
  - Black Myth: Wukong (en 2024) : Meilleur jeu d'action.
  - EA Sports FC 25 (en 2024) : Meilleur jeu de sport/course.
  - Final Fantasy VII Rebirth (en 2024) : Meilleure musique.
  - Frostpunk 2 (en 2024) : Meilleur jeu de stratégie.
  - Neva (en 2024) : Meilleur jeu engagé.
  - Prince of Persia: The Lost Crown (en 2024) : Meilleure innovation en accessibilité
  - Tekken 8 (en 2024) : Meilleur jeu de combat.

## Studios récompensés

### Développeurs récompensés
| Studios de développement                              | Jeux récompensés                                | Nombres de prix par jeux | Nombres de prix remportés par les studios |
| ----------------------------------------------------- | ----------------------------------------------- | ------------------------ | ----------------------------------------- |
| Nintendo EAD Nintendo EPD                             | Mario Kart 8                                    | 2                        | 13                                        |
| Nintendo EAD Nintendo EPD                             | Splatoon                                        | 1                        | 13                                        |
| Nintendo EAD Nintendo EPD                             | Super Mario Maker                               | 1                        | 13                                        |
| Nintendo EAD Nintendo EPD                             | The Legend of Zelda : Breath of the Wild        | 3                        | 13                                        |
| Nintendo EAD Nintendo EPD                             | Super Mario Odyssey                             | 1                        | 13                                        |
| Nintendo EAD Nintendo EPD                             | Animal Crossing : New Horizons                  | 1                        | 13                                        |
| Nintendo EAD Nintendo EPD                             | Splatoon 3                                      | 1                        | 13                                        |
| Nintendo EAD Nintendo EPD                             | Pikmin 4                                        | 1                        | 13                                        |
| Nintendo EAD Nintendo EPD                             | Super Mario Bros. Wonder                        | 1                        | 13                                        |
| Nintendo EAD Nintendo EPD                             | The Legend of Zelda: Tears of the Kingdom       | 1                        | 13                                        |
| Naughty Dog                                           | Uncharted 4: A Thief's End                      | 2                        | 9                                         |
| Naughty Dog                                           | The Last of Us Part II                          | 7                        | 9                                         |
| SIE Santa Monica Studio                               | God of War                                      | 3                        | 9                                         |
| SIE Santa Monica Studio                               | God of War Ragnarök                             | 6                        | 9                                         |
| Capcom                                                | Street Fighter V                                | 1                        | 8                                         |
| Capcom                                                | Resident Evil 7: Biohazard                      | 1                        | 8                                         |
| Capcom                                                | Monster Hunter: World                           | 1                        | 8                                         |
| Capcom                                                | Devil May Cry 5                                 | 1                        | 8                                         |
| Capcom                                                | Resident Evil 4 (VR)                            | 1                        | 8                                         |
| Capcom                                                | Resident Evil Village                           | 2                        | 8                                         |
| Capcom                                                | Street Fighter 6                                | 1                        | 8                                         |
| Square Enix                                           | Final Fantasy VII Remake                        | 2                        | 8                                         |
| Square Enix                                           | Final Fantasy XIV                               | 4                        | 8                                         |
| Square Enix                                           | Final Fantasy XVI                               | 1                        | 8                                         |
| Square Enix                                           | Final Fantasy VII Rebirth                       | 1                        | 8                                         |
| FromSoftware                                          | Sekiro : Shadow Die Twice                       | 2                        | 7                                         |
| FromSoftware                                          | Elden Ring                                      | 4                        | 7                                         |
| FromSoftware                                          | Armored Core VI: Fires of Rubicon               | 1                        | 7                                         |
| Kojima Productions                                    | Metal Gear Solid V: The Phantom Pain            | 3                        | 6                                         |
| Kojima Productions                                    | Death Stranding                                 | 3                        | 6                                         |
| Larian Studios                                        | Baldur's Gate III                               | 6                        | 6                                         |
| Playground Games                                      | Forza Horizon 3                                 | 1                        | 5                                         |
| Playground Games                                      | Forza Horizon 4                                 | 1                        | 5                                         |
| Playground Games                                      | Forza Horizon 5                                 | 3                        | 5                                         |
| Blizzard Entertainment                                | Hearthstone                                     | 1                        | 5                                         |
| Blizzard Entertainment                                | Overwatch                                       | 4                        | 5                                         |
| Ninja Theory                                          | Hellblade: Senua's Sacrifice                    | 3                        | 5                                         |
| Ninja Theory                                          | Senua's Saga: Hellblade II                      | 2                        | 5                                         |
| Team Asobi                                            | Astro Bot Rescue Mission                        | 1                        | 5                                         |
| Team Asobi                                            | Astro Bot                                       | 4                        | 5                                         |
| Bungie                                                | Destiny                                         | 3                        | 4                                         |
| Bungie                                                | Destiny 2                                       | 1                        | 4                                         |
| CD Projekt RED                                        | The Witcher 3: Wild Hunt                        | 2                        | 4                                         |
| CD Projekt RED                                        | The Witcher 3: Wild Hunt – Blood and Wine       | 1                        | 4                                         |
| CD Projekt RED                                        | Cyberpunk 2077                                  | 1                        | 4                                         |
| Atlus                                                 | Persona 5                                       | 1                        | 4                                         |
| Atlus                                                 | Metaphor: ReFantazio                            | 3                        | 4                                         |
| Remedy Entertainment                                  | Control                                         | 1                        | 4                                         |
| Remedy Entertainment                                  | Alan Wake 2                                     | 3                        | 4                                         |
| Rockstar Studios                                      | Red Dead Redemption 2                           | 4                        | 4                                         |
| ZA/UM                                                 | Disco Elysium                                   | 4                        | 4                                         |
| NetherRealm Studios                                   | Mortal Kombat X                                 | 1                        | 3                                         |
| NetherRealm Studios                                   | Injustice 2                                     | 1                        | 3                                         |
| NetherRealm Studios                                   | Mortal Kombat 11 Ultimate                       | 1                        | 3                                         |
| Arkane Studios                                        | Dishonored 2                                    | 1                        | 3                                         |
| Arkane Studios                                        | Deathloop                                       | 2                        | 3                                         |
| Turn 10 Studios                                       | Forza Motorsport 7                              | 1                        | 3                                         |
| Turn 10 Studios                                       | Forza Motorsport                                | 2                        | 3                                         |
| Ubisoft Montpellier                                   | Soldats inconnus : Mémoires de la Grande Guerre | 2                        | 3                                         |
| Ubisoft Montpellier                                   | Prince of Persia: The Lost Crown                | 1                        | 3                                         |
| id Software                                           | Doom                                            | 3                        | 3                                         |
| Studio MDHR                                           | Cuphead                                         | 3                        | 3                                         |
| Epic Games                                            | Fortnite                                        | 3                        | 3                                         |
| Hazelight Studios                                     | It Takes Two                                    | 3                        | 3                                         |
| LocalThunk                                            | Balatro                                         | 3                        | 3                                         |
| Sora Ltd.                                             | Super Smash Bros (Wii U)                        | 1                        | 2                                         |
| Sora Ltd.                                             | Super Smash Bros Ultimate                       | 1                        | 2                                         |
| Dontnod Entertainment                                 | Life is Strange                                 | 1                        | 2                                         |
| Dontnod Entertainment                                 | Tell Me Why                                     | 1                        | 2                                         |
| Ubisoft Milan Ubisoft Paris                           | Mario + The Lapins Crétins : Kingdom Battle     | 1                        | 2                                         |
| Ubisoft Milan Ubisoft Paris                           | Mario + The Lapins Crétins: Sparks of Hope      | 1                        | 2                                         |
| Arc System Works                                      | Dragon Ball FighterZ                            | 1                        | 2                                         |
| Arc System Works                                      | Guilty Gear Strive                              | 1                        | 2                                         |
| Bandai Namco Entertainment                            | Tales of Arise                                  | 1                        | 2                                         |
| Bandai Namco Entertainment                            | Tekken 8                                        | 1                        | 2                                         |
| Sabotage Studio                                       | The Messenger                                   | 1                        | 2                                         |
| Sabotage Studio                                       | Sea of Stars                                    | 1                        | 2                                         |
| PlatinumGames                                         | Nier : Automata                                 | 1                        | 2                                         |
| PlatinumGames                                         | Bayonetta 3                                     | 1                        | 2                                         |
| miHoYo                                                | Genshin Impact                                  | 1                        | 2                                         |
| miHoYo                                                | Honkai: Star Rail                               | 1                        | 2                                         |
| BioWare                                               | Dragon Age: Inquisition                         | 2                        | 2                                         |
| Sam Barlow                                            | Her Story                                       | 2                        | 2                                         |
| Psyonix                                               | Rocket League                                   | 2                        | 2                                         |
| Playdead                                              | Inside                                          | 2                        | 2                                         |
| Niantic                                               | Pokémon Go                                      | 2                        | 2                                         |
| Extremely OK Games                                    | Celeste                                         | 2                        | 2                                         |
| InnerSloth                                            | Among Us                                        | 2                        | 2                                         |
| Supergiant Games                                      | Hades                                           | 2                        | 2                                         |
| Ember Lab                                             | Kena: Bridge of Spirits                         | 2                        | 2                                         |
| BlueTwelve Studio                                     | Stray                                           | 2                        | 2                                         |
| Arrowhead Game Studios                                | Helldivers 2                                    | 2                        | 2                                         |
| Monolith Productions                                  | La Terre du Milieu : L'Ombre du Mordor          | 1                        | 1                                         |
| Yacht Club Games                                      | Shovel Knight                                   | 1                        | 1                                         |
| Obsidian Entertainment                                | South Park : Le Bâton de la vérité              | 1                        | 1                                         |
| Square Enix Montréal                                  | Lara Croft Go                                   | 1                        | 1                                         |
| Moon Studios                                          | Ori and the Blind Forest                        | 1                        | 1                                         |
| Firaxis Games                                         | Civilization VI                                 | 1                        | 1                                         |
| United Game Artists Enhance Games                     | Rez Infinite (VR)                               | 1                        | 1                                         |
| Ryan Green Josh Larson                                | That Dragon, Cancer                             | 1                        | 1                                         |
| Ustwo Games                                           | Monument Valley 2                               | 1                        | 1                                         |
| PUBG Studio                                           | PlayerUnknown's Battlegrounds                   | 1                        | 1                                         |
| Giant Sparrow                                         | What Remains of Edith Finch                     | 1                        | 1                                         |
| MachineGames                                          | Wolfenstein II: The New Colossus                | 1                        | 1                                         |
| Motion Twin                                           | Dead Cells                                      | 1                        | 1                                         |
| Mountains Studios                                     | Florence jeu vidéo                              | 1                        | 1                                         |
| Subset Games                                          | Into the breach                                 | 1                        | 1                                         |
| Ghost Town Games                                      | Overcooked 2                                    | 1                        | 1                                         |
| 3909 LLC                                              | Return of the Obra Dinn                         | 1                        | 1                                         |
| Respawn Entertainment                                 | Apex Legends                                    | 1                        | 1                                         |
| Beat Games                                            | Beat Saber                                      | 1                        | 1                                         |
| Timi Studios Tencent Games                            | Call of Duty : Mobile                           | 1                        | 1                                         |
| Infinity Ward                                         | Call of Duty : Modern Warfare                   | 1                        | 1                                         |
| Beenox                                                | Crash Team Racing Nitro-Fueled                  | 1                        | 1                                         |
| Intelligent Systems                                   | Fire Emblem : Three Houses                      | 1                        | 1                                         |
| Nomada Studio                                         | Gris                                            | 1                        | 1                                         |
| Next Level Games                                      | Luigi's Mansion 3                               | 1                        | 1                                         |
| Mediatonic                                            | Fall Guys: Ultimate Knockout                    | 1                        | 1                                         |
| Sucker Punch Productions                              | Ghost of Tsushima                               | 1                        | 1                                         |
| Valve Corporation                                     | Half-Life : Alyx                                | 1                        | 1                                         |
| SubLogic Aces Game Studio Dovetail Games Asobo Studio | Microsoft Flight Simulator                      | 1                        | 1                                         |
| Hello Games                                           | No Man's Sky                                    | 1                        | 1                                         |
| Kinetic Games                                         | Phasmophobia                                    | 1                        | 1                                         |
| Vicarious Visions                                     | Tony Hawk’s Pro Skater 1+2                      | 1                        | 1                                         |
| Relic Entertainment                                   | Age of Empires IV                               | 1                        | 1                                         |
| Eidos Montréal                                        | Les Gardiens de la Galaxie                      | 1                        | 1                                         |
| Deck Nine Games                                       | Life Is Strange: True Colors                    | 1                        | 1                                         |
| MercurySteam                                          | Metroid Dread                                   | 1                        | 1                                         |
| Cavia Toylogic (Nier Replicant)                       | Nier Replicant                                  | 1                        | 1                                         |
| Housemarque                                           | Returnal                                        | 1                        | 1                                         |
| Interior Night                                        | As Dusk Falls                                   | 1                        | 1                                         |
| Polyphony Digital                                     | Gran Turismo 7                                  | 1                        | 1                                         |
| HAL Laboratory                                        | Kirby et le monde oublié                        | 1                        | 1                                         |
| Second Dinner                                         | Marvel Snap                                     | 1                        | 1                                         |
| Polyarc                                               | Moss: Book II                                   | 1                        | 1                                         |
| Player First Games                                    | MultiVersus                                     | 1                        | 1                                         |
| Geometric Interactive                                 | Cocoon                                          | 1                        | 1                                         |
| Tango Gameworks                                       | Hi-Fi Rush                                      | 1                        | 1                                         |
| Awaceb                                                | Tchia                                           | 1                        | 1                                         |
| Camouflaj                                             | Batman: Arkham Shadow (en)                      | 1                        | 1                                         |
| Game Science                                          | Black Myth: Wukong                              | 1                        | 1                                         |
| EA Vancouver                                          | EA Sports FC 25                                 | 1                        | 1                                         |
| 11 bit studios                                        | Frostpunk 2                                     | 1                        | 1                                         |
| Nomada Studio                                         | Neva                                            | 1                        | 1                                         |

### Editeurs récompensés
| Editeurs                               | Jeux récompensés                                | Nombres de prix par jeux | Nombres de prix remportés par les éditeurs |
| -------------------------------------- | ----------------------------------------------- | ------------------------ | ------------------------------------------ |
| Sony Computer Entertainment            | Uncharted 4: A Thief's End                      | 2                        | 31                                         |
| Sony Computer Entertainment            | Astro Bot Rescue Mission                        | 1                        | 31                                         |
| Sony Computer Entertainment            | God of War                                      | 3                        | 31                                         |
| Sony Computer Entertainment            | Death Stranding                                 | 3                        | 31                                         |
| Sony Computer Entertainment            | Ghost of Tsushima                               | 1                        | 31                                         |
| Sony Computer Entertainment            | The Last of Us Part II                          | 7                        | 31                                         |
| Sony Computer Entertainment            | Returnal                                        | 1                        | 31                                         |
| Sony Computer Entertainment            | Gran Turismo 7                                  | 1                        | 31                                         |
| Sony Computer Entertainment            | God of War Ragnarök                             | 6                        | 31                                         |
| Sony Computer Entertainment            | Helldivers 2                                    | 2                        | 31                                         |
| Sony Computer Entertainment            | Astro Bot                                       | 4                        | 31                                         |
| Nintendo                               | Mario Kart 8                                    | 2                        | 20                                         |
| Nintendo                               | Super Smash Bros (Wii U)                        | 1                        | 20                                         |
| Nintendo                               | Splatoon                                        | 1                        | 20                                         |
| Nintendo                               | Super Mario Maker                               | 1                        | 20                                         |
| Nintendo                               | The Legend of Zelda : Breath of the Wild        | 3                        | 20                                         |
| Nintendo                               | Super Mario Odyssey                             | 1                        | 20                                         |
| Nintendo                               | Super Smash Bros Ultimate                       | 1                        | 20                                         |
| Nintendo                               | Fire Emblem : Three Houses                      | 1                        | 20                                         |
| Nintendo                               | Luigi's Mansion 3                               | 1                        | 20                                         |
| Nintendo                               | Animal Crossing : New Horizons                  | 1                        | 20                                         |
| Nintendo                               | Metroid Dread                                   | 1                        | 20                                         |
| Nintendo                               | Splatoon 3                                      | 1                        | 20                                         |
| Nintendo                               | Bayonetta 3                                     | 1                        | 20                                         |
| Nintendo                               | Kirby et le monde oublié                        | 1                        | 20                                         |
| Nintendo                               | Pikmin 4                                        | 1                        | 20                                         |
| Nintendo                               | Super Mario Bros. Wonder                        | 1                        | 20                                         |
| Nintendo                               | The Legend of Zelda : Tears of the Kingdom      | 1                        | 20                                         |
| Xbox Game Studios                      | Forza Horizon 3                                 | 1                        | 15                                         |
| Xbox Game Studios                      | Forza Horizon 4                                 | 1                        | 15                                         |
| Xbox Game Studios                      | Forza Horizon 5                                 | 3                        | 15                                         |
| Xbox Game Studios                      | Forza Motorsport 7                              | 1                        | 15                                         |
| Xbox Game Studios                      | Forza Motorsport                                | 2                        | 15                                         |
| Xbox Game Studios                      | Ori and the Blind Forest                        | 1                        | 15                                         |
| Xbox Game Studios                      | Microsoft Flight Simulator                      | 1                        | 15                                         |
| Xbox Game Studios                      | Age of Empires IV                               | 1                        | 15                                         |
| Xbox Game Studios                      | As Dusk Falls                                   | 1                        | 15                                         |
| Xbox Game Studios                      | Tell Me Why                                     | 1                        | 15                                         |
| Xbox Game Studios                      | Senua's Saga: Hellblade II                      | 2                        | 15                                         |
| Square Enix                            | Final Fantasy VII Remake                        | 2                        | 14                                         |
| Square Enix                            | Final Fantasy VII Rebirth                       | 1                        | 14                                         |
| Square Enix                            | Final Fantasy XIV                               | 4                        | 14                                         |
| Square Enix                            | Final Fantasy XVI                               | 1                        | 14                                         |
| Square Enix                            | Life is Strange                                 | 1                        | 14                                         |
| Square Enix                            | Nier : Automata                                 | 1                        | 14                                         |
| Square Enix                            | Les Gardiens de la Galaxie                      | 1                        | 14                                         |
| Square Enix                            | Life Is Strange: True Colors                    | 1                        | 14                                         |
| Square Enix                            | Nier Replicant                                  | 1                        | 14                                         |
| Square Enix                            | Lara Croft Go                                   | 1                        | 14                                         |
| Activision                             | Sekiro : Shadow Die Twice                       | 2                        | 10                                         |
| Activision                             | Destiny                                         | 3                        | 10                                         |
| Activision                             | Destiny 2                                       | 1                        | 10                                         |
| Activision                             | Call of Duty : Mobile                           | 1                        | 10                                         |
| Activision                             | Call of Duty : Modern Warfare                   | 1                        | 10                                         |
| Activision                             | Crash Team Racing Nitro-Fueled                  | 1                        | 10                                         |
| Activision                             | Tony Hawk’s Pro Skater 1+2                      | 1                        | 10                                         |
| Capcom                                 | Street Fighter V                                | 1                        | 8                                          |
| Capcom                                 | Resident Evil 7: Biohazard                      | 1                        | 8                                          |
| Capcom                                 | Monster Hunter: World                           | 1                        | 8                                          |
| Capcom                                 | Devil May Cry 5                                 | 1                        | 8                                          |
| Capcom                                 | Resident Evil 4 (VR)                            | 1                        | 8                                          |
| Capcom                                 | Resident Evil Village                           | 2                        | 8                                          |
| Capcom                                 | Street Fighter 6                                | 1                        | 8                                          |
| Bethesda Softworks                     | Dishonored 2                                    | 1                        | 8                                          |
| Bethesda Softworks                     | Deathloop                                       | 2                        | 8                                          |
| Bethesda Softworks                     | Doom                                            | 3                        | 8                                          |
| Bethesda Softworks                     | Wolfenstein II: The New Colossus                | 1                        | 8                                          |
| Bethesda Softworks                     | Hi-Fi Rush                                      | 1                        | 8                                          |
| Bandai Namco Entertainment             | Elden Ring                                      | 4                        | 8                                          |
| Bandai Namco Entertainment             | Armored Core VI: Fires of Rubicon               | 1                        | 8                                          |
| Bandai Namco Entertainment             | Dragon Ball FighterZ                            | 1                        | 8                                          |
| Bandai Namco Entertainment             | Tales of Arise                                  | 1                        | 8                                          |
| Bandai Namco Entertainment             | Tekken 8                                        | 1                        | 8                                          |
| Electronic Arts                        | It Takes Two                                    | 3                        | 7                                          |
| Electronic Arts                        | Dragon Age: Inquisition                         | 2                        | 7                                          |
| Electronic Arts                        | Apex Legends                                    | 1                        | 7                                          |
| Electronic Arts                        | EA Sports FC 25                                 | 1                        | 7                                          |
| Ubisoft                                | Mario + The Lapins Crétins : Kingdom Battle     | 1                        | 6                                          |
| Ubisoft                                | Mario + The Lapins Crétins: Sparks of Hope      | 1                        | 6                                          |
| Ubisoft                                | Soldats inconnus : Mémoires de la Grande Guerre | 2                        | 6                                          |
| Ubisoft                                | South Park : Le Bâton de la vérité              | 1                        | 6                                          |
| Ubisoft                                | Prince of Persia: The Lost Crown                | 1                        | 6                                          |
| Epic Games                             | Fortnite                                        | 3                        | 6                                          |
| Epic Games                             | Alan Wake 2                                     | 3                        | 6                                          |
| Larian Studios                         | Baldur's Gate III                               | 6                        | 6                                          |
| Warner Bros. Interactive Entertainment | Mortal Kombat X                                 | 1                        | 5                                          |
| Warner Bros. Interactive Entertainment | Injustice 2                                     | 1                        | 5                                          |
| Warner Bros. Interactive Entertainment | Mortal Kombat 11 Ultimate                       | 1                        | 5                                          |
| Warner Bros. Interactive Entertainment | La Terre du Milieu : L'Ombre du Mordor          | 1                        | 5                                          |
| Warner Bros. Interactive Entertainment | MultiVersus                                     | 1                        | 5                                          |
| Blizzard Entertainment                 | Hearthstone                                     | 1                        | 5                                          |
| Blizzard Entertainment                 | Overwatch                                       | 4                        | 5                                          |
| Atlus                                  | Persona 5                                       | 1                        | 4                                          |
| Atlus                                  | Metaphor: ReFantazio                            | 3                        | 4                                          |
| Rockstar Studios                       | Red Dead Redemption 2                           | 4                        | 4                                          |
| ZA/UM                                  | Disco Elysium                                   | 4                        | 4                                          |
| Devolver Digital                       | The Messenger                                   | 1                        | 3                                          |
| Devolver Digital                       | Gris                                            | 1                        | 3                                          |
| Devolver Digital                       | Neva                                            | 1                        | 3                                          |
| Annapurna Interactive                  | Stray                                           | 2                        | 3                                          |
| Annapurna Interactive                  | What Remains of Edith Finch                     | 1                        | 3                                          |
| Studio MDHR                            | Cuphead                                         | 3                        | 3                                          |
| Ninja Theory                           | Hellblade: Senua's Sacrifice                    | 3                        | 3                                          |
| Konami                                 | Metal Gear Solid V: The Phantom Pain            | 3                        | 3                                          |
| Playstack                              | Balatro                                         | 3                        | 3                                          |
| CD Projekt RED                         | The Witcher 3: Wild Hunt – Blood and Wine       | 1                        | 2                                          |
| CD Projekt RED                         | Cyberpunk 2077                                  | 1                        | 2                                          |
| miHoYo                                 | Genshin Impact                                  | 1                        | 2                                          |
| miHoYo                                 | Honkai: Star Rail                               | 1                        | 2                                          |
| Sam Barlow                             | Her Story                                       | 2                        | 2                                          |
| Psyonix                                | Rocket League                                   | 2                        | 2                                          |
| Playdead                               | Inside                                          | 2                        | 2                                          |
| Niantic                                | Pokémon Go                                      | 2                        | 2                                          |
| Extremely OK Games                     | Celeste                                         | 2                        | 2                                          |
| InnerSloth                             | Among Us                                        | 2                        | 2                                          |
| Supergiant Games                       | Hades                                           | 2                        | 2                                          |
| Ember Lab                              | Kena: Bridge of Spirits                         | 2                        | 2                                          |